# Alice Mary Smith
Alice Mary Smith (* 19. Mai 1839 in London; † 4. Dezember 1884 ebenda) war eine englische Komponistin. Ihre Sinfonie in c-moll aus dem Jahr 1863 gilt als erste vollendete und aufgeführte Sinfonie einer Komponistin in England.

## Leben
Smith wuchs als Tochter eines Spitzenhändlers in London auf. Sie erhielt Privatunterricht bei William Sterndale Bennett und George Alexander Macfarren. 1867 heiratete sie den Anwalt Frederick Meadows White; im gleichen Jahr wurde sie zur Female Professional Associate der Royal Philharmonic Society sowie 1883 zum Ehrenmitglied der Royal Academy of Music gewählt.

## Werk
Smith komponierte Kammermusik, Orchesterwerke, Bühnenwerke und Vokalmusik.
Zu den frühen bedeutenden Instrumentalwerken gehören ihr erstes Klavierquartett B-Dur aus dem Jahr 1861 und die Sinfonie c-moll aus dem Jahr 1863, welche durch die Musical Society of London aufgeführt wurden und öffentliche Aufmerksamkeit erlangten. Eine zweite Sinfonie in a-moll wurde 1876 komponiert. Smiths Instrumentalmusik umfasst vier Klavierquartette, drei Streichquartette, eine Sonate für Klarinette und Klavier (1870), Konzertouvertüren und zwei Sinfonien.
Bereits 1865 schrieb Smith die Operette Gisela of Rüdesheim sowie die Chorkantate The Masque of Pandora, von der allerdings nur die Ouvertüre und zwei Intermezzi orchestriert sind. Später folgten weitere prominente Werke für Chor und Orchester: Ode to the North-East Wind (1880), The Passions (1882), das auf dem Three Choirs Festival aufgeführt wurde, Song of the Little Baltung (1883) und The Red King (1884). Die Chorwerke wurden bei Novello & Co. verlegt.
Smith komponierte weiterhin eine beachtliche Sammlung an geistlicher Chormusik, die von Leonard Sanderman ediert und mit dem Ensemble The Eoferwic Consort aufgenommen wurde. Sie enthält sechs Antheme, vier Cantica (davon eines fragmentarisch) und eine Kantate.